# Bergbau in Namibia

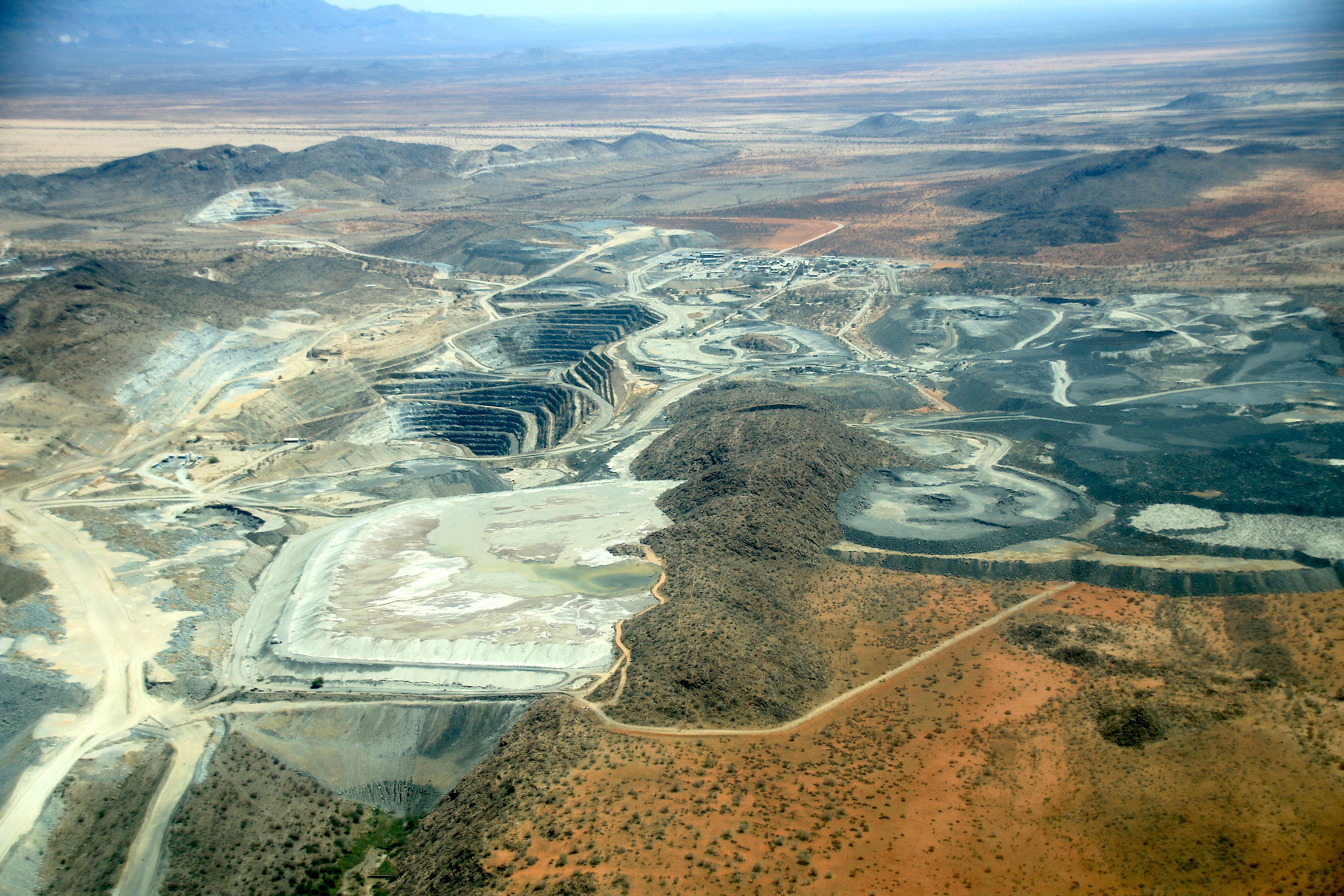
Goldmine Navachab bei Karibib

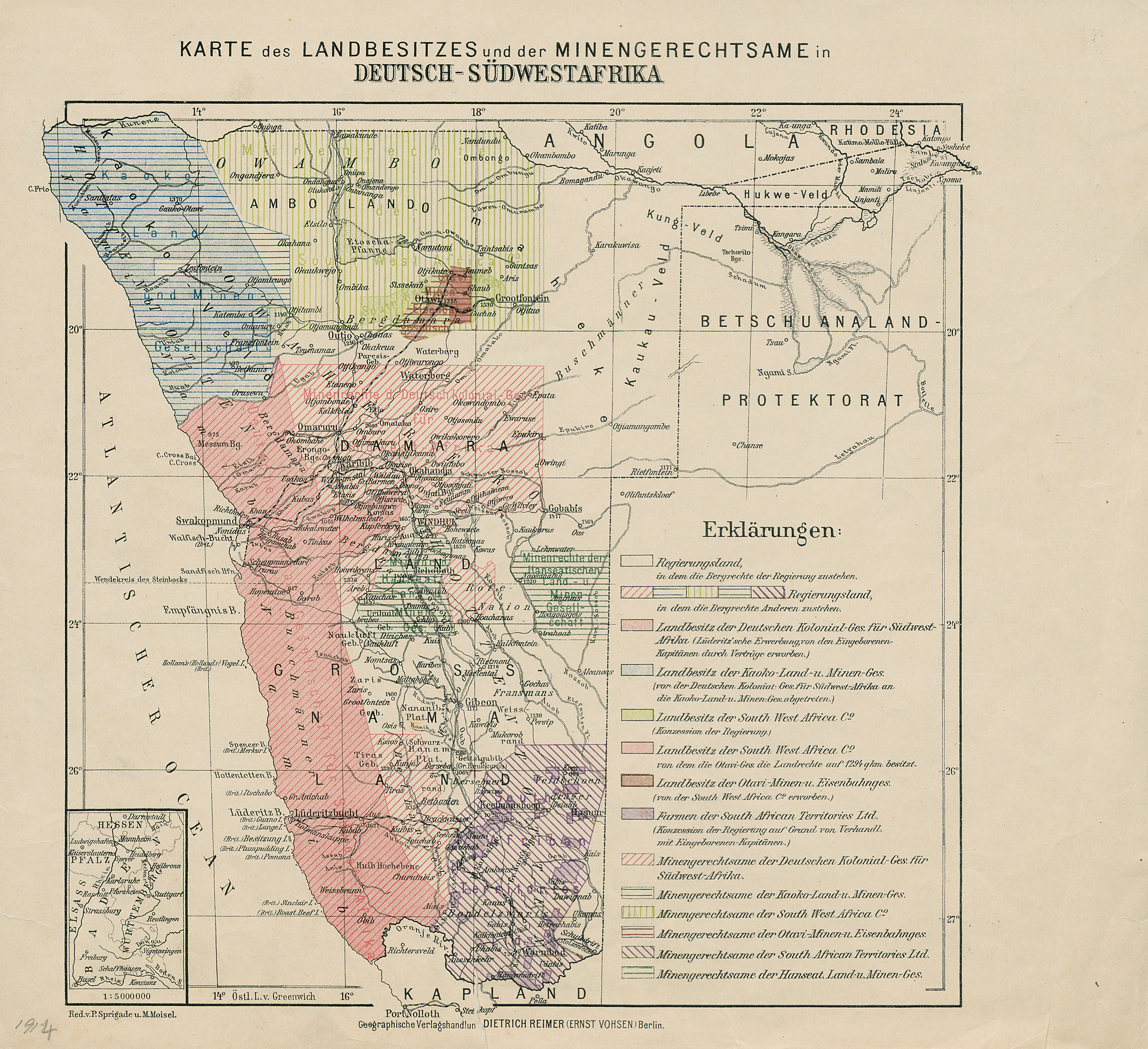
Karte der Minenrechte zu Zeiten Deutsch-Südwestafrikas (1914)

Der Bergbau in Namibia spielt eine dominierende wirtschaftliche Rolle. Namibia ist reich an Bodenschätzen, die teilweise schon seit mehr als 120 Jahren abgebaut werden.
Mit einem Anteil von 9,1 Prozent am Bruttoinlandsprodukt (2020) und 51 Prozent an Exporterlösen (2019) war der Bergbau der wichtigste Wirtschaftszweig in Namibia.

## Bergbausektor

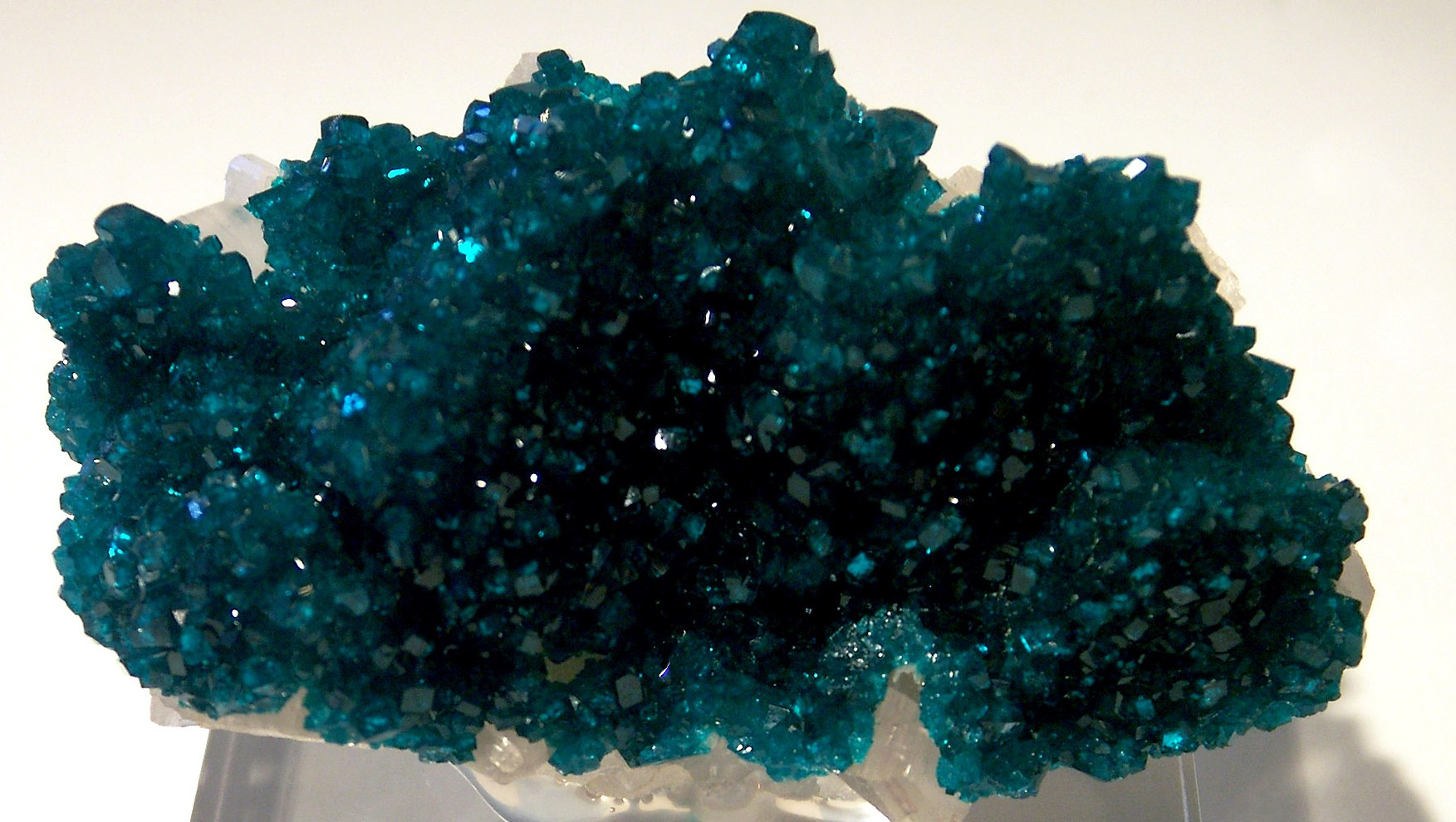
Dioptas aus der Region um Tsumeb

### Allgemein
Namibia zählt weltweit zu den führenden Bergbaunationen in Bezug auf Diamanten, Uran, Zink und Flussspat. Zudem werden Gold, Kupfer, Blei und Salz sowie zahlreiche weitere Mineralien abgebaut. Im Bergbau waren zum 31. Dezember 2020 mehr als 8640 Personen dauerhaft beschäftigt. Weitere etwa 6600 waren temporär beschäftigt.
Der gesamte namibische Bergbausektor unterliegt dem zuständigen Ministerium für Bergbau und Energie. Alle aktiven Bergbauunternehmen sind Mitglied der Bergbaukammer The Chamber of Mines of Namibia. Mit Stand Dezember 2020 waren es 53 ordentliche Mitglieder.
Die namibische Regierung führt seit 2009 weitreichende Veränderungen der Bergbaugesetzgebungen durch. Unter anderem wurden dem staatlichen Unternehmen Epangelo Mining die Exklusivrechte für die Exploration und den Abbau ausgesuchter Rohstoffe zugestanden. Dieses wird jedoch nur bei Neuvergabe von Bergbaulizenzen und nicht auf bestehende Lizenzen angewandt.
Aktivitäten im Zusammenhang mit dem Bergbau begannen auf dem Territorium des heutigen Namibia erst zu Beginn des 20. Jahrhunderts. Die Blei-Zink-Kupfer-Lagerstätte von Tsumeb wurde ab 1907 durch deutsche Geologen erkundet. Die zufällige Entdeckung von Diamanten in den Sanddünen und dem Verwitterungsschutt vorhandener Gesteine zwischen Lüderitz und Aus im damaligen Deutsch-Südwestafrika erfolgte ein Jahr später und löste organisierte Explorationsarbeiten entlang der Atlantikküste aus. Erst kurz vor dem Ersten Weltkrieg und danach folgten weitere geowissenschaftliche Untersuchungen.
2020 gab es 15 aktive Bergbauunternehmen in 26 Bergwerken.

### Diamanten
| in Millionen |            |
| 2022         | 2,137 ▲    |
| 2021         | 1,517 ▲    |
| 2020         | 1,504 ▼    |
| 2019         | 1,670 ▼    |
| 2018         | 2,008 ▲    |
| 2017         | 1,804 ▲    |
| 2016         | 1,570 ▼    |
| 2015         | >1,764 ▼   |
| 2014         | >1,917 ▲   |
| 2013         | 1,762378 ▲ |
| 2012         | 1,659408 ▲ |
| 2011         | 1,336000 ▲ |
| 2010         | 1,522000 ▲ |
| 2009         | 0,929000 ▼ |
| 2008         | 2,132165 ▼ |
| 2007         | 2,177516 ▲ |
| 2006         | 2,084800 ▲ |
| 2005         | 1,774000 ▼ |
| 2004         | 1,858383 ▲ |
| 2003         | 1,454706 ▲ |
| 2002         | 1,275899 ▼ |
| 2001         | 1,384704 ▲ |
| 2000         | 1,320308 ▲ |
| Quelle:      |            |

Diamanten wurden auf dem Gebiet des heutigen Namibia schon zu Zeiten Deutsch-Südwestafrikas abgebaut. 1908 entdeckte ein Bahnarbeiter im heutigen Sperrgebiet-Nationalpark im Südwesten des Landes die ersten Diamanten. Während der kommenden Jahre wurden Diamanten in großen Mengen im Tagebau gewonnen und es entwickelten sich Ortschaften wie die Stadt Kolmanskuppe. Nachdem der Diamantenabbau schwieriger und weniger ertragreich und das Diamantensperrgebiet proklamiert wurde, zogen die Menschen aus den einstigen Diamantenstädten in andere Landesteile. Mitte der 1990er Jahre wurde vor allem die Exploration im Atlantischen Ozean vorangetrieben. Heutzutage werden etwa zwei Drittel aller namibischen Diamanten aus den Alluvialböden des Atlantik gewonnen. Die namibischen Diamanten gelten mit Abstand als reinste und teuerste der Welt. Es handelt sich zu 98 % um Schmuckdiamanten. Der Karatpreis namibischer Diamanten liegt mit fast US$ 450 pro Karat mehr als doppelt so hoch wie der von kanadischen Diamanten.
Heute zählt Namibia mit einem jährlichen Abbauvolumen von 1,8 Millionen Karat (Stand 2017) zu den zehn größten Diamantenproduzenten der Welt. Fast alle namibischen Diamanten werden monopolistisch von der Namdeb Diamond Corporation gewonnen, zu der auch De Beers Marine Namibia gehört.
Dachorganisation der Diamantenproduzenten ist das Diamond Board of Namibia.

#### Bergbauunternehmen und Bergwerke
- Off-Shore
  - Debmarine
  - Diamond Fields International[8] (Förderung 2005 eingestellt, Wiedereröffnung Ende 2018 geplant[9])
  - SAKAWE Mining (Förderung 2008 eingestellt)
  - Trans Hex (Förderung 2008 eingestellt)
- On-Shore
  - Namdeb Diamond Corporation (Namdeb) im Diamantensperrgebiet
  - Namdeb - Sendelingsdrift-Bergwerk (eröffnet November 2014)[10]

### Eisenerz
Bereits zu Zeiten als „Schutzgebiet“ Deutsch-Südwestafrika und sodann als deutsche Kolonie gab es von deutscher Seite geologische Untersuchungen, die reiche Eisenerz-Vorkommen in der Region des Kaokoveldes nachwiesen. Sie gerieten aber im Zuge der weiteren politischen Entwicklung in Vergessenheit bis entsprechende Dokumente nach dem Zweiten Weltkrieg in Berlin der Amerikanischen Besatzung in die Hände fielen. Sie wurden von dort an die amerikanische Gesellschaft Bethlehem Steel weitergeleitet, die sich von der südafrikanischen Regierung eine Konzession zum Abbau geben ließ, diese aber nie nutzte. In der Folge gab es an verschiedenen Orten Namibias immer wieder Projekte zum Abbau, so eines ab 2014 in der Region von Dordabis, welches erst ab 2021 realisiert wurde. Für die Zukunft gibt es Pläne eine Stahlindustrie aufzubauen die durch eine angedachte lokale Wasserstoffproduktion besonderes klimafreundlich werden soll.

### Fluorit (Flussspat)
Fluorit, unter Bergleuten auch als Flussspat bekannt, wurde in Namibia etwa 50 Kilometer nordwestlich der Stadt Otjiwarongo in der Region Otjozondjupa am Rande eines inaktiven Vulkans von Okorusu Fluorspar seit 1988 abgebaut. Das Unternehmen ist Teil der internationalen Solvay-Gruppe. Im August 2009 wurde der Abbau, aufgrund der geringen weltweiten Nachfrage, bis Oktober des gleichen Jahres eingestellt. Bis dahin hat Okorusu etwa 120.000 Tonnen Flussspat pro Jahr produziert. Das Bergwerk, welches das größte der Welt ist (Stand Oktober 2014), wurde am 28. Oktober 2014 vorübergehend komplett geschlossen und nahm 2017 den Betrieb wieder auf.

### Gold
| 2021    | 7103 ▲ B2Gold: 5601 ▲ Navachab: 1502 ▲ |
| 2020    | 6254 ▼ B2Gold: 4763 ▼ Navachab: 1491 ▲ |
| 2019    | 6526 ▲ B2Gold: 5045 ▲ Navachab: 1481 ▲ |
| 2018    | 6171 ▼ B2Gold: 4744 ▼ Navachab: 1427 ▼ |
| 2017    | 7272 ▲ B2Gold: 5429 ▲ Navachab: 1843 ▬ |
| 2016    | 6592 ▲                                 |
| 2015    | 6009 ▲                                 |
| 2014    | 2140 ▲                                 |
| 2013    | 1795 ▼                                 |
| 2012    | 2287 ▲                                 |
| 2011    | 2063 ▼                                 |
| 2010    | 2773 ▲                                 |
| Quelle: |                                        |

Der Abbau von Gold findet in Namibia unter anderem im Navachab-Goldbergwerk nahe der Gemeinde Karibib in der Region Erongo statt. Die Exploration der Vorkommen begann 1984. 1989 wurde der Betrieb, als einzige Goldmine des Landes, aufgenommen. Die Laufzeit der Mine wird bis 2018 angegeben. 2017 wurden 1843 Kilogramm abgebaut, 209 waren es 1481.
Im Dezember 2014 begann die Förderung im Otjikoto-Goldbergwerk. Dieses Bergwerk von B2Gold förderte 2016 noch 4714 Kilogramm, ein Jahr später waren es bereits 5429 Kilogramm. Das Lebensende des Bergwerkes wird dank Erweiterung um einen Schacht vermutlich erst 2026 erreicht, es soll aber noch bis 2031 bereits gefördertes Material verarbeitet werden.

### Kupfer
Kupfer wird in Namibia durch das Unternehmen Weatherly International, ehemals Ongopolo Mining and Processing, abgebaut. Hierfür standen vor allem die Minen Otjihase und Matchless bei Windhoek zur Verfügung. Beide wurden 2015 vorerst geschlossen. Die Mine Khusib (Tschudi) nahm indessen 2015 die Förderung auf. Hier wurden 2016 16.391 Tonnen Kupfer produziert, 2017 waren es 15.466 Tonnen.
In Rekordjahren Mitte der 1990er Jahre konnten mehr als 230.000 Tonnen Kupferkonzentrat abgebaut werden. Von 2005 bis 2011 war der Abbau jedoch fast komplett eingestellt worden. So konnten 2008 nur noch knapp 9000 Tonnen gewonnen werden. 2010 fuhren die Bergwerke wieder hoch.
Der Bau einer weiteren Mine mit drei Tagebauen, 120 Kilometer nordöstlich von Windhoek durch das Unternehmen Craton ist geplant (Stand Juni 2017). Das Vorkommen wird mit mindestens 700.000 Tonnen angegeben.
Die Verhüttung findet vor allem durch Tsumeb Smelter (ehemals Namibia Customs Smelter) statt, die 2009 21.543 Tonnen Blisterkupfer hergestellt haben.
Im Mai 2023 wurde der erneute Betrieb des Bergwerks Kombat für den Abbau von Kupfer aufgenommen.

### Salz
Salz wird in Namibia in Meerwassersalinen unter anderem durch das Unternehmen Salt & Chemicals, als Tochter der Walvis Bay Salt Holdings bei Walvis Bay gewonnen. Die Verarbeitung findet durch das Tochterunternehmen Walvis Bay Salt Refiners statt. Die Produktion begann 1964. 2016 wurden knapp 700.000 Tonnen Salz produziert, 2017 waren es mehr als 735.000 Tonnen.
The Salt Company produziert seit 1934 Salz an der Küste Namibias. Das Unternehmen ist in Besitz der Familie Klein. 2016 wurden annähernd 137.000 Salz gewonnen, ein Jahr später 144.500 Tonnen.
Auch Steinsalz wird in Namibia abgebaut.

### Uran
| 2019    | 6458 ▲ Rössing: 2448 ▼ Langer Heinrich: 0 ▼ Husab: 4010 ▲    |
| 2018    | 6514 ▲ Rössing: 2478 ▲ Langer Heinrich: 465 ▼ Husab: 3571 ▲  |
| 2017    | 4981 ▲ Rössing: 2110 ▲ Langer Heinrich: 1526 ▼ Husab: 1345 ▲ |
| 2016    | 4086 ▲                                                       |
| 2015    | 3453 ▼                                                       |
| 2014    | 3839 ▼                                                       |
| 2013    | 4878 ▼                                                       |
| 2012    | 5005 ▲                                                       |
| 2011    | 3831 ▼                                                       |
| 2010    | 5306 ▼                                                       |
| 2009    | 5320 ▲                                                       |
| 2008    | 5119 ▲                                                       |
| 2007    | 3367 ▼                                                       |
| 2006    | 3617 ▼                                                       |
| 2005    | 3711 ▲                                                       |
| 2004    | 3582 ▲                                                       |
| 2003    | 2401 ▼                                                       |
| 2002    | 2751 ▲                                                       |
| 2001    | 2640 ▼                                                       |
| 2000    | 3210                                                         |
| Quelle: |                                                              |

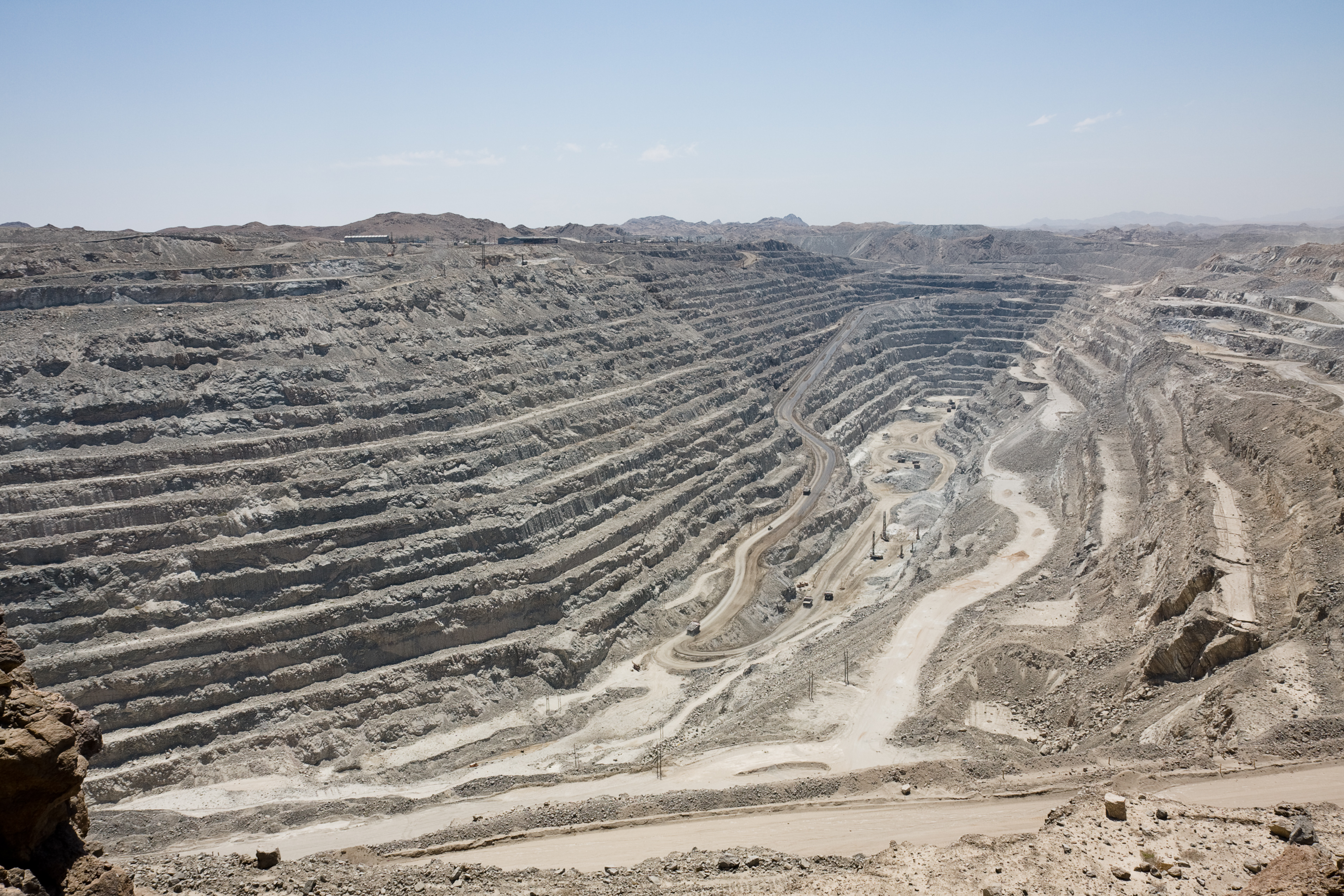
Rössing-Mine bei Arandis

Namibia zählt zu den größten vier Nationen im Uranabbau weltweit und verfügt mit der Rössing-Mine über den größten Urantagebau der Welt, der noch weit über 2023 hinaus genutzt werden kann. Weitere große Vorkommen werden seit Mitte der 2000er Jahre in der Region Erongo, insbesondere um Goanikontes im Namib-Naukluft-Park exploriert. Die Husab-Mine wurde am 7. Juni 2011 offiziell als viertgrößtes Uranvorkommen der Welt deklariert. Nach Angaben des Betreibers Swakop Uranium handelt es sich um die zweitgrößte Uranmine der Welt.
Der Schutz der Umwelt spielt bei der Ausbeutung der Vorkommen eine herausragende Rolle. Zur weiteren Nutzung der Vorkommen ist der Bau einer Chemiefabrik und eines Hafens für 12 Milliarden Namibia-Dollar bei Walvis Bay geplant.

#### Bergbauunternehmen und Bergwerke
Rössing Uranium Limited fördert seit 1977 aus der weltgrößten Uranmine Rössing bei Arandis. 2016 betrug die Fördermenge 1850 Tonnen.
Ein weiterer Förderer von Uran ist Langer Heinrich Uranium. Es handelt sich um eine 100-prozentige Tochter der Paladin Energy. Seit 2007 wird Uran in der Langer-Heinrich-Mine, etwa 40 Kilometer von Rössing entfernt, abgebaut. Das Unternehmen fördert und exportiert Yellowcake voraussichtlich bis zum Jahr 2024. 2016 wurden 2236 Tonnen gefördert und damit im vierten Jahr in Folge mehr als von Rössing. Das Bergwerk wurde im April 2018 in Care and maintenance versetzt, soll aber 2023[veraltet] wieder den Betrieb aufnehmen.
Als drittes Unternehmen hatte AREVA Resources Namibia, eine Tochter der französischen AREVA-Gruppe eine Lizenz für den Abbau von Uran aus der Trekkopje-Mine erhalten. Nach Erhalt der Lizenz im Juni 2008 wurde 2009 mit dem Bau der Infrastruktur und einer Meerwasserentsalzungsanlage bei Wlotzkasbaken begonnen. AREVA hat, noch vor der eigenen Inbetriebnahme des Bergwerkes, 2015 alle Aktivitäten eingestellt.
Swakop Uranium, seit 2012 eine Tochtergesellschaft der CGN und von Epangelo Mining, hat am 30. Dezember 2016 den Abbau in der Mine Rössing-Süd (Husab) aufgenommen und zählt seitdem zum drittgrößten Uranproduzenten der Welt.
Das australische Unternehmen Marenicy Energy hat im Mai 2018 den Abbau im Bergwerk Meile 72 angekündigt. Man erwarte hohe Mengen und beste Qualität.

### Zink und Blei

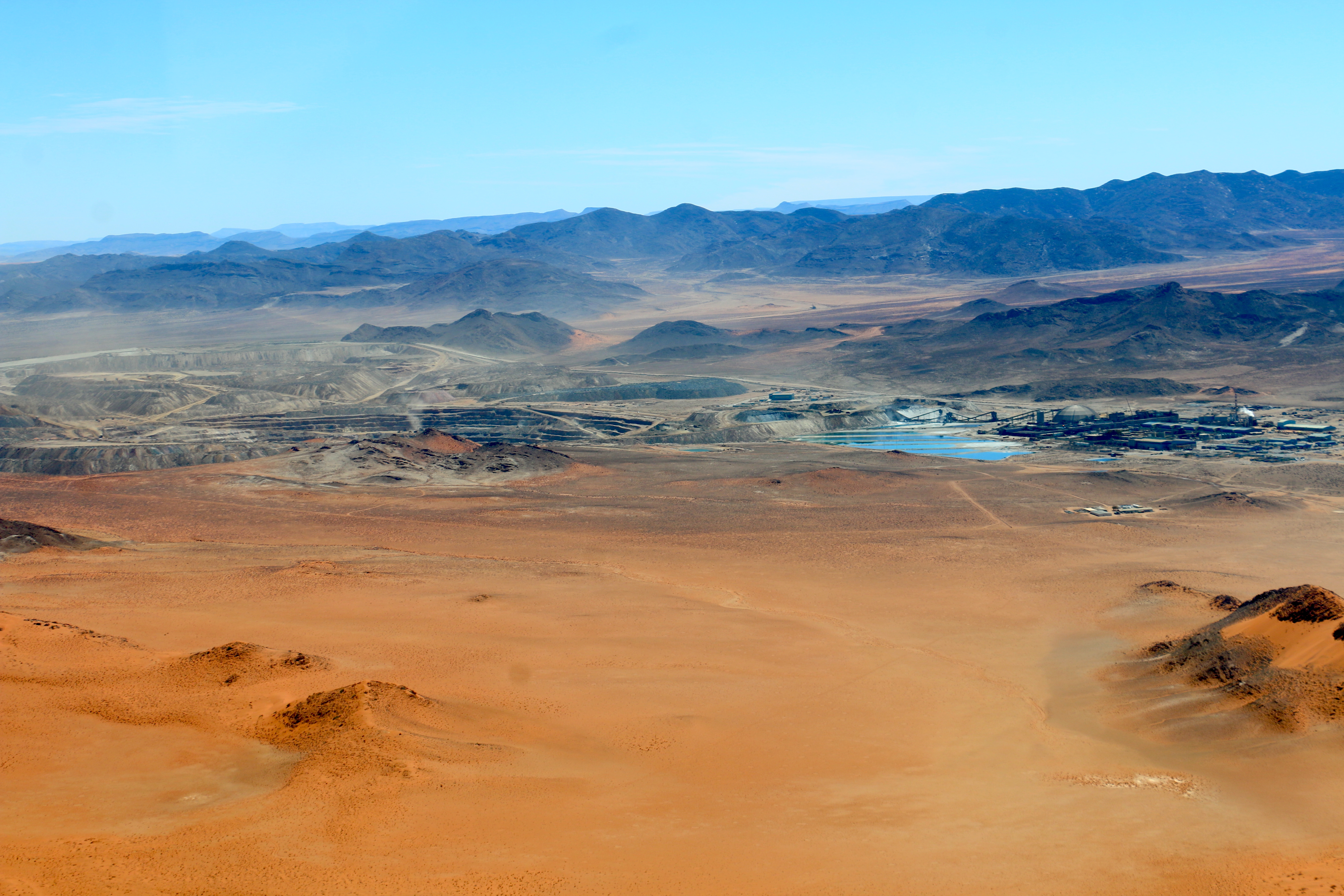
Zink Mine Skorpion (2017)

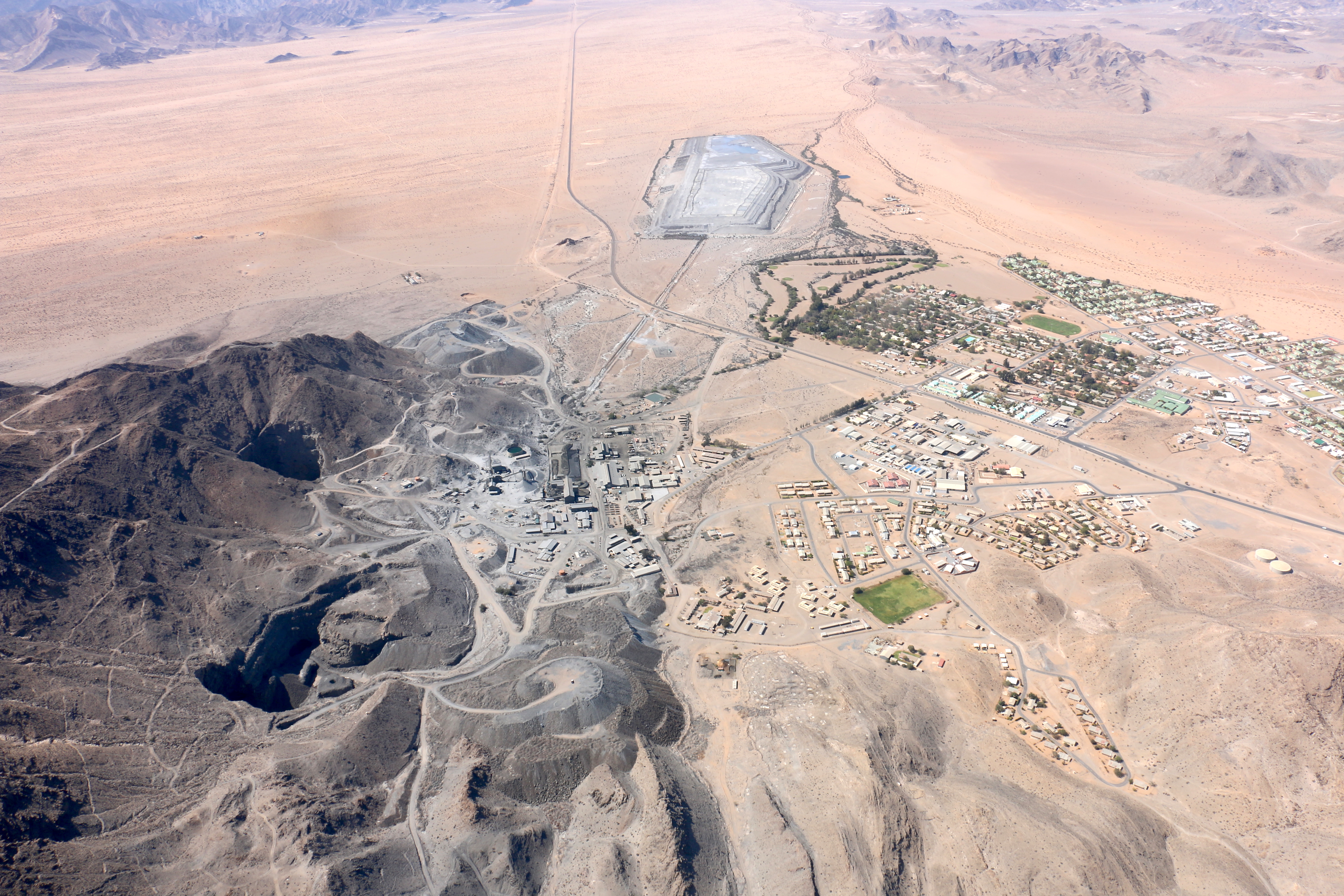
Zink Mine Rosh Pinah (2017)

Skorpion Zinc, eine 100%ige Tochter der Vedanta Resources, baut Zink in der Skorpion-Mine 25 Kilometer nördlich der Bergbaustadt Rosh Pinah im Süden des Landes ab. Die Produktion begann 2001 und wird voraussichtlich 2020 enden. 2015 wurden 82.029 Tonnen Zink abgebaut, 2017 waren es 84.215 Tonnen.
Ebenfalls Zink und auch Blei werden von der Rosh Pinah Zinc Corporation in der Rosh-Pinah-Mine seit 1969 abgebaut. Größter Gesellschafter ist die kanadische Trevali Mining Corporation. Die Laufzeit der Mine wird bis 2031 angegeben. 2015 wurden 99.665 Tonnen Zink und 18.521 Tonnen Blei gewonnen, 2017 97.364 Tonnen Zink und 13.915 Tonnen Blei.
Namibia gilt als einer der 20 größten Zinkproduzenten der Welt.

### Erdöl und Erdgas
Rechtlich werden alle Explorationen und Abbau von Erdöl und -gas von der National Petroleum Corporation of Namibia (NAMCOR) verwaltet und überwacht, die dem Bergbau- und Energieministerium untersteht. Derzeit (Stand Juni 2017) sind mindestens drei – 2011 waren es 12 – Unternehmen mit der Exploration der Öl- und Gasvorkommen beschäftigt.

#### Erdöl
Erste Probebohrungen nach Erdöl wurden in der Umgebung von Berseba bereits 1900 und 1929 durchgeführt, ohne dass verwertbare Bestände ermittelt werden konnten. Seitdem werden landesweit regelmäßig Probebohrungen durchgeführt und Bestände ermittelt, die möglicherweise eine kommerzielle Förderung erlauben. Es wird von großen Vorkommen im Atlantischen Ozean ausgegangen. Erdölvorkommen von bis zu 12 Milliarden Barrel werden derzeit (Stand 2011) vor der Küste Namibias erwartet, sind jedoch nicht bestätigt. 2017 wurden erneut Probebohrungen aufgenommen. und bis Anfang 2022 zwei signifikante Vorkommen von Shell und TotalEnergies vor der Küste Oranjemunds nachgewiesen. Binnen zehn Jahren kann Namibia mit einer Produktion von 250.000 bpd zum drittgrößten Ölproduzenten im südlichen Afrika aufsteigen.

#### Erdgas
Riesige Erdgasvorkommen wurden in Namibia im Atlantik nachgewiesen und sollen vor allem zur Stromerzeugung genutzt werden. Das sogenannte Kudugasfeld sollte bis 2015 von namibischen und internationalen Unternehmen erschlossen werden und ein Gaskraftwerk war geplant.

### Seltene Erden
Der Abbau von Metallen Seltener Erden hat in Namibia im Laufe des Jahres 2017 begonnen. Die Abbaurechte über ein 200 Quadratkilometer großes Gebiet hat das kanadische Unternehmen Namibia Rare Earths. Es wird von einem Abbauvolumen von jährlich 1500 Tonnen ausgegangen.

### Zement
Zement wird in Namibia durch die Ohorongo-Zementfabrik nahe Otavi hergestellt. 2016 lag die Produktion bei fast 787.000 Tonnen.

### Sonstige abbaubare mineralische Rohstoffe
Die nachstehenden Minerale und Gesteine werden unter anderem an den genannten Punkten gewonnen.
- Achat: Ysterputz-Mine
- Amethyst: Okaruhuiput-Mine, Platveld-Amethyst-Mine
- Aragonit: Aragonite-Mine Willed (vorübergehend stillgelegt)
- Arsenkonzentrate: Tsumeb Mine (vorübergehend stillgelegt), Rubicon-Mine
- Chalcedon: Troye-Mine
- Chrysokoll: Omaue-Mine
- Dioptas: Omaue-Mine
- Dolerit: Omenje Black, bei Omaruru
- Granate: G.E.M. Namibia, Imperial Mine (stillgelegt)
- Graphit: Okanjande bei Otjiwarongo[46]; abbaubares Vorkommen wird auf 25 Millionen Tonnen geschätzt.[47]

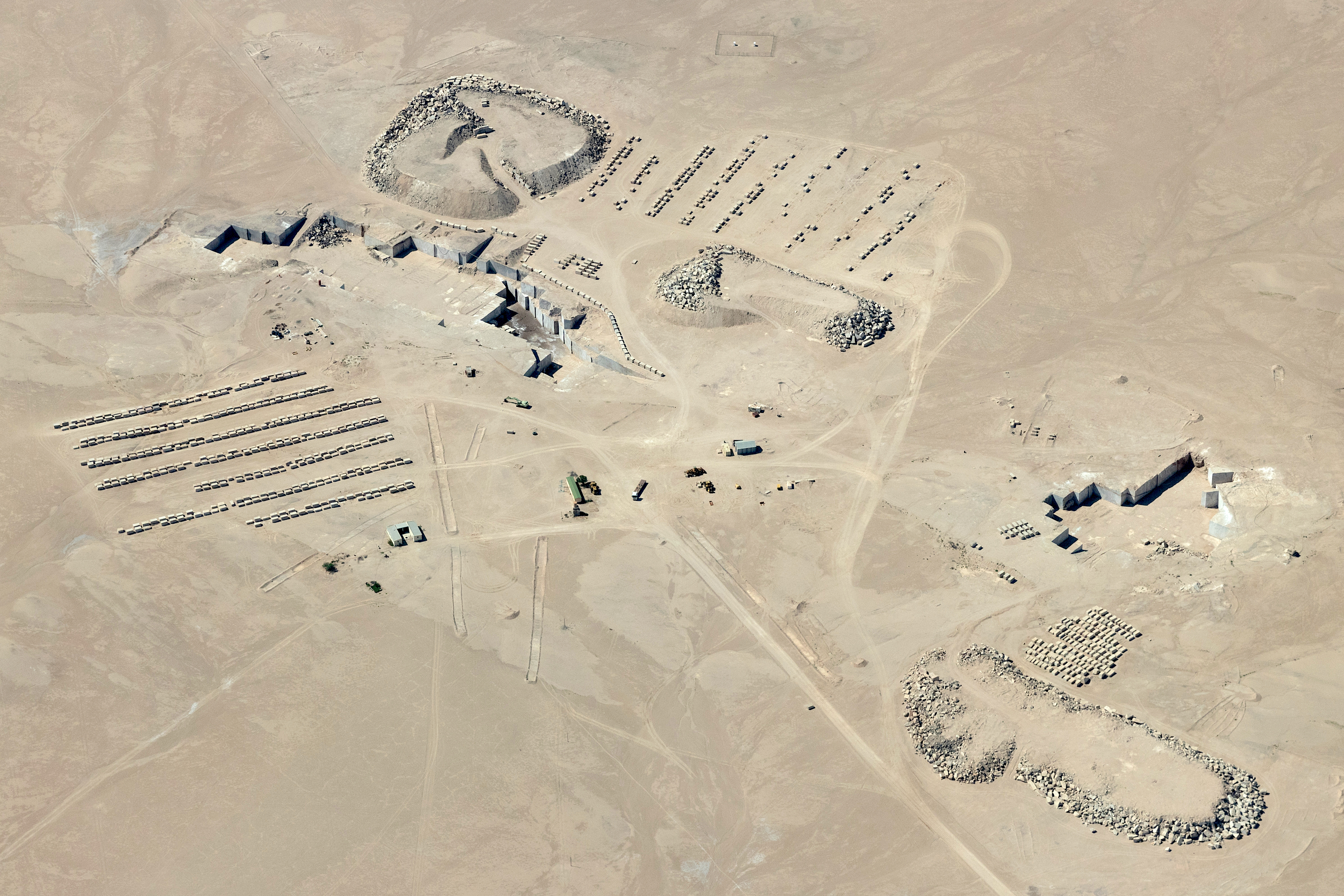
Granitabbau bei Walvis Bay (2018)

- Granite: beispielsweise Spitzkoppe-Granit bei Usakos, Güldenrot-Granit bei Okahandja, Giallo Duna bei Walvis Bay[48]
- Kadmiumkonzentrate: Tsumeb-Mine (vorübergehend stillgelegt)
- Kohle: Aranos-Kohlefeld[49]
- Manganerze: Otjozondu-Mine[50]

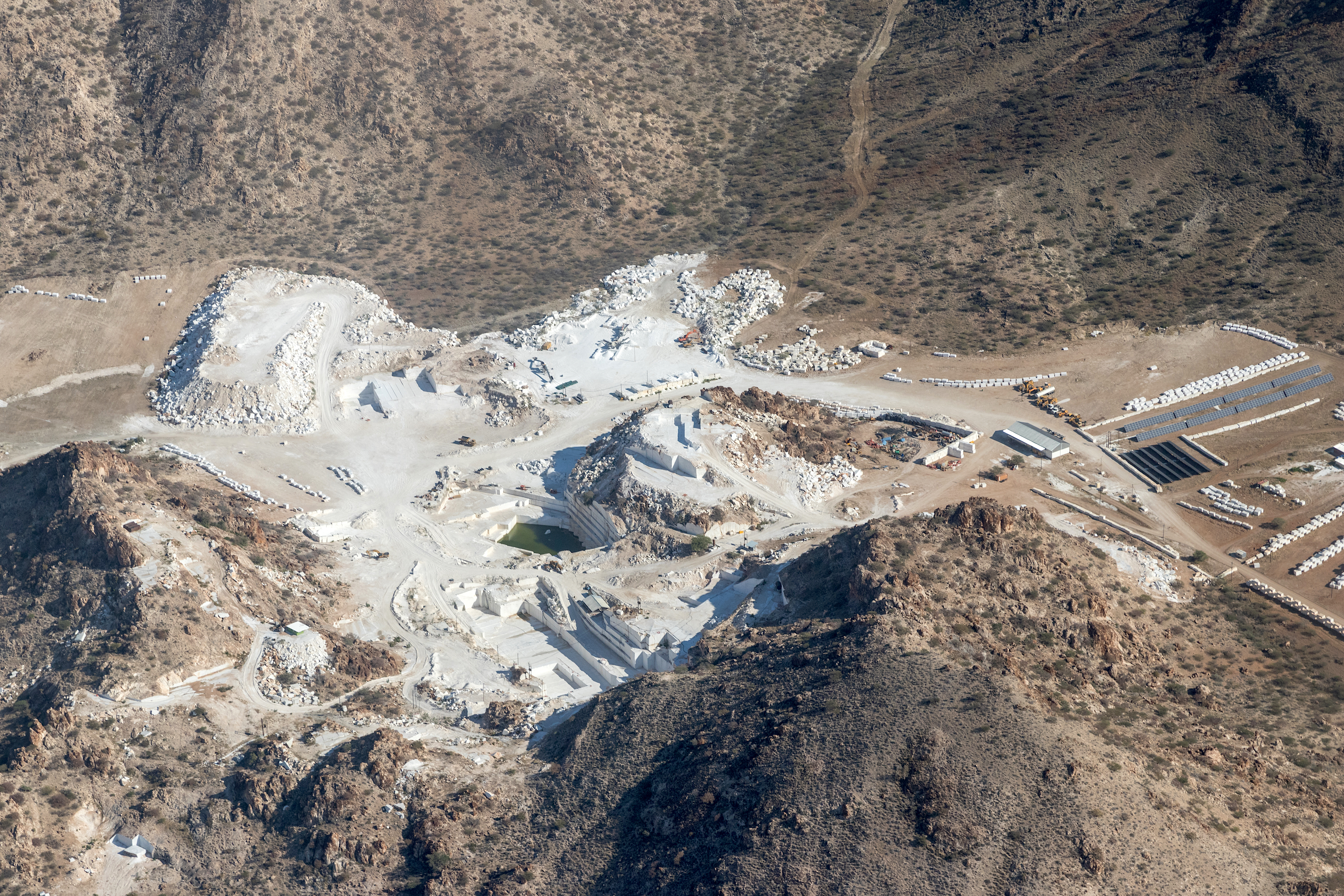
Steinbruch in Karibib-Marmor (2018)

- Marmore: beispielsweise Palisandro Marble bei Gamikaub West, Bianco Karibib Town quarry bei Karibib, Welwitschia Marble bei Okatjimukuju[48] (Marmorwerke Karibib und andere Betriebe)
- Phosphate: Abbaugenehmigung wurde im Oktober 2016 unter strengen Auflagen für zunächst drei Jahre erteilt.
- Picture Stones: Picture Stone Quarry
- Pietersit: Hopewell-Farm, Outjo, Region Kunene[51]
- Pyrophyllit: Stiepelmann Mine (Region Erongo), Kleine und Große Spitzkoppe (Region Kunene), Kombat Mine (Grootfontein, Region Otjozondjupa)[52]
- Pyrit: Otjihase-Mine
- Rauchquarz: Otjua-Mine (Karibib, Region Erongo), Kleine und Große Spitzkoppe (Region Kunene)[53]
- Rosenquarz: Bella-Rosa-Mine (vorübergehend stillgelegt), Mickberg-Mine (vorübergehend stillgelegt), Rosalies-Mine (stillgelegt)
- Sepiolith: Sepiolite-Mine

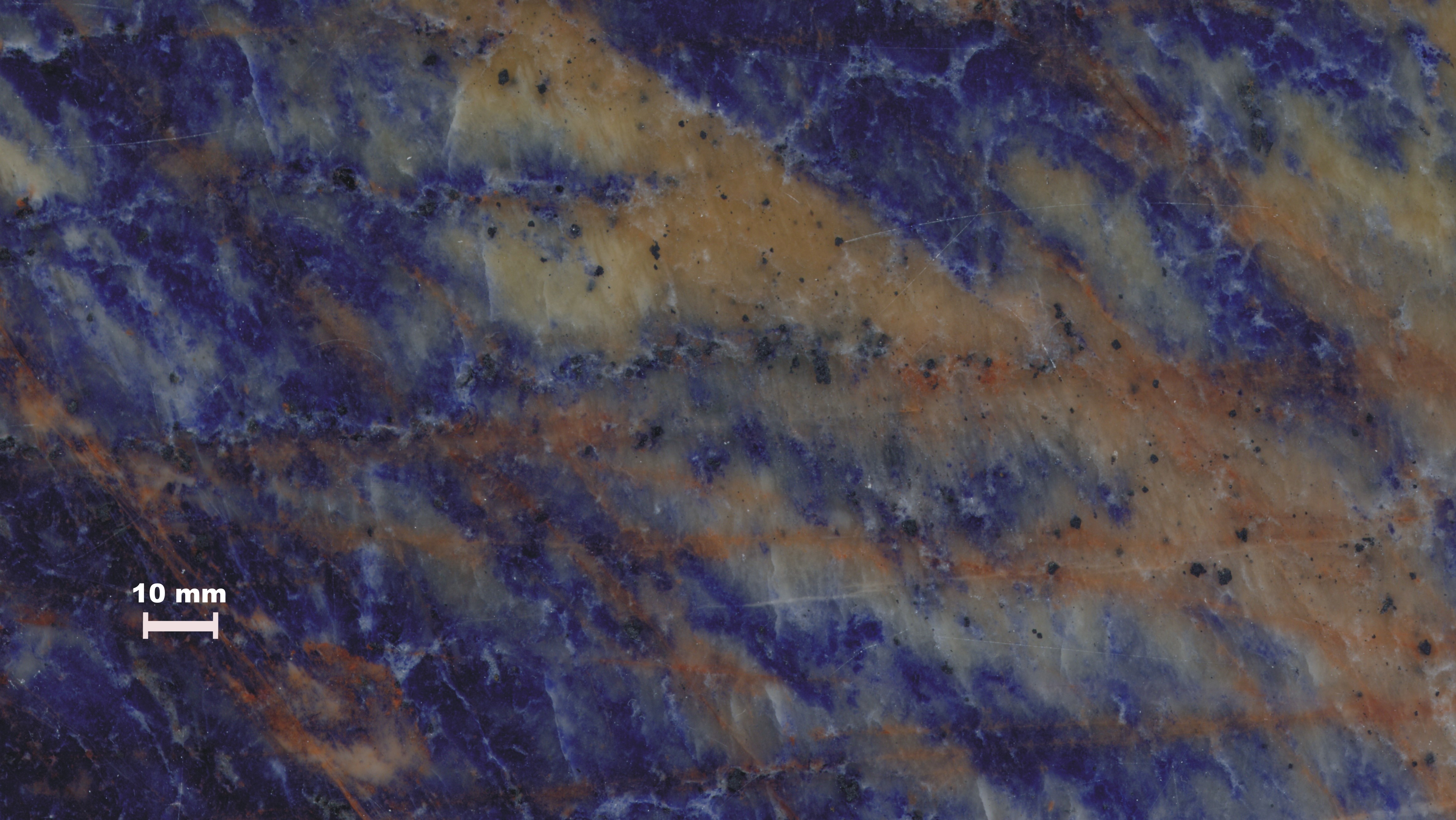
Sodalithhaltiges Deko-Gestein Namibia Blue

- Sodalithit: Namibia Blue (Sodalith-Foidolith) bei Swartbooisdrif
- Tigerauge: Otjiwarongo (Region Otjozondjupa), Pietersite Mine (Region Erongo)[54]
- Turmalin: Dwald-Mine, Otjua-Mine, Usakos-Turmalin-Mine, Rössing-Mine
- Wollastonit: Usakos-Wollastonit-Mine

Hauptquelle: Ministerium für Bergbau und Energie

## Institutionen in Namibias Bergbausektor

### Ministerium für Bergbau und Energie
Das Ministerium für Bergbau und Energie spielt aufgrund der überragenden Rolle des Bergbaus für die namibische Wirtschaft eine besonders wichtige Rolle. Das Ministerium gliedert sich in fünf Direktorate. Es werden unter anderem Bergbaulizenzen vergeben.

#### Geological Survey
Der Geological Survey of Namibia, als unabhängiger Teil des Ministeriums, ist der nationale geowissenschaftliche Dienst in Namibia. Schwerpunktaufgaben sind die dauerhafte Entwicklung der geologischen und mineralischen Vorkommen in Namibia.

### Bergbaukammer
Die namibische Bergbaukammer The Chamber of Mines of Namibia ist die Vertretung aller in Namibia agierender Bergbauunternehmen und Bindeglied zwischen dem zuständigen Ministerium und den einzelnen Unternehmen. Es organisiert unter anderem alljährlich die „Mining Expo“ (Bergbaumesse).

#### Uran-Institut
Das The Uranium Institute ist Teil der Bergbaukammer und befasst sich ausschließlich mit der Exploration, der Erforschung und Bildung innerhalb des namibischen Uranabbausektors. Die Entwicklung von Lösungen der Energiegewinnung durch Kernkraft ist Teil des Aufgabengebietes des Instituts.

### Namibian Institute of Mining and Technology
Das Namibian Institute of Mining and Technology ist eine tertiäre Bildungseinrichtung in der Bergbaustadt Arandis.